# Volodymyrecký rajón
Volodymyrecký rajón (ukrajinsky Володимирецький район) byl rajón ve Rovenské oblasti na Ukrajině. Hlavním městem byl Volodymyrec a rajón měl přibližně 65 tisíc obyvatel. 

## Sídla v rajónu
- Varaš
- Volodymyrec